# Pierszamaj (obwód miński)
Pierszamaj (biał. Першамай; ros. Первомай, Pierwomaj; hist.: pol. Plewaki; biał. Плевакі, Plewaki; ros. Плеваки, Plewaki) – wieś na Białorusi, w obwodzie mińskim, w rejonie dzierżyńskim, w sielsowiecie Fanipol.

## Historia
W XIX i w początkach XX w. zaścianek położony w Rosji, w guberni mińskiej, w powiecie mińskim, w gminie Stańków. Należał do Bohdaszewskich.
Po I wojnie światowej pod administracją polską, w Zarządzie Cywilnym Ziem Wschodnich, w okręgu mińskim, w powiecie mińskim, w gminie Stańków.
W wyniku postanowień traktatu ryskiego Plewaki znalazły się w granicach Związku Sowieckiego. W latach 1932–1937 w Polskim Rejonie Narodowym im. Feliksa Dzierżyńskiego. Od 1991 w niepodległej Białorusi.